# Вестсайдская история (фильм, 1961)
«Вестса́йдская исто́рия» (англ. West Side Story) — музыкальная романтическая драма 1961 года режиссёров Роберта Уайза и Джерома Роббинса. Является киноверсией одноимённого бродвейского мюзикла, созданного композитором Леонардом Бернстайном, поэтом Стивеном Сондхаймом и хореографом и режиссёром Джеромом Роббинсом в 1957 году и представляющего собой адаптацию классической пьесы Уильяма Шекспира «Ромео и Джульетта». Картина имела грандиозный успех и завоевала три «Золотых глобуса» и 10 «Оскаров» при 11 номинациях, включая за лучший фильм, став рекордсменом по количеству побед в этом жанре, а также специальную статуэтку за хореографические достижения Роббинса — единственного режиссёра, завоевавшего премию за дебютный фильм, являющийся и последним (это его единственный фильм). Также "Вестсайдская история" стала первой картиной, в которой победа в номинации «Лучший режиссёр» была разделена между двумя людьми, а Роберт Уайз стал победителем в номинациях «Лучший фильм» и «Лучший режиссёр».
В 1997 году фильм включён в Национальный реестр фильмов.

## Сюжет
Фильм начинается с пятиминутной увертюры на фоне маленьких вертикальных чёрных полосок на сменяющемся фоне из жёлтого, оранжевого, красного и фиолетового цветов, превращающихся в город.
I акт
Весна 1957 года, панорамное изображение Нью-Йорка. В прологе изображён верхний Вест-Сайд — район столкновения двух молодёжных банд, «детей каменных трущоб»: «Ракет» (англ. Jets), представителей белой Америки, возглавляемых Риффом (Расс Тэмблин), и «Акул» (англ. Sharks), выходцев из Пуэрто-Рико под руководством Бернардо (Джордж Чакирис). Их очередную стычку предотвращает лейтенант Шрэнк (Саймон Оуклэнд) и сержант Крапке (Уильям Брэмли). Детектив предупреждает, что будет наблюдать за ними. Очередное выяснение отношений отложено до ближайших танцев, где собирается молодёжь. Рифф в очередной раз прогоняет девушку Букашку, пытающуюся одеждой, причёской и поведением походить на мальчика и вступить в банду, и решает объявить «Акулам» войну (Jet Song) и пригласить на вечеринку своего друга Тони (Ричард Беймер), одного из основателей «Ракет», отошедшего от криминала и работающего в аптеке. Риффу удаётся убедить Тони, чувствующего, что скоро произойдёт что-то важное (Something’s Coming). На танцах, где банды отказываются смешиваться в «Танце знакомств», Тони и Мария (Натали Вуд), младшая сестра Бернардо, замечают друг друга, на некоторое время для влюбившихся с первого взгляда перестаёт существовать всё вокруг. Девушка помолвлена с Чино, помощником Бернардо, и для неё это первые в жизни большие танцы. Бернардо, заметив внимание к сестре из неприятельского лагеря, отсылает её домой и говорит, чтобы Тони держался от его сестры подальше. Влюблённый Тони прогуливается по ночному городу (Maria). Будучи уже дома Анита (Рита Морено), девушка Бернардо, заступается за подругу, замечая, что в свободной стране она может встречаться с кем хочет, между девушками и «Акулами» завязывается спор насчёт того, так ли хороша страна, в которой они живут («America»). Тем не менее Тони вечером тайно навещает девушку, поднявшись по пожарной лестнице. Влюбленные признаются в чувствах и договариваются о следующем завтрашнем свидании (Tonight).
Тем временем возле аптеки «Ракеты» насмехаются вслед сержанту Крапке, которому из-за срочного вызова не удалось разогнать банду (Gee, Officer Krupke). Док (Нед Гласс ), пожилой аптекарь, тщетно пытается отговорить хулиганов от драки. На сходку прибывают «Акулы», банды решают выяснить отношения в рукопашной между завтра ночью в парке под мостом, Тони не вмешивается в разговор. Пришедший лейтенант Шрэнк замечает лишь мирно сидящих юношей, но быстро раскусывает их, не выясняя, однако, где произойдёт драка.
Части поделены между собой полутораминутным антрактом в исполнении скрипок.
II акт
Счастливая Мария поёт перед подругами о своей влюблённости во время пошива одежды в магазине мадам Люси (I Feel Pretty), где работает девушка. О будущем столкновении банд девушка случайно узнаёт от Аниты. Во время свидания она просит Тони остановить столкновение, молодые люди представляют, как получат родительское благословение и поженятся (One Hand, One Heart). В эту ночь каждый герой мечтает о своём (Tonight Quintet). Тони прибегает к мосту, где выясняют отношения правая рука Риффа Айс (Такер Смит) и Бернардо. Из рукопашной драка переходит в поединок на ножах между главарями. Тони пытается защитить друга и в последний момент оттаскивает его, предотвращая убийство Бернардо, но Рифф нападает вновь и получает удар в живот. В ярости Тони берёт нож и наносит смертельный удар Бернардо. Полицейские сирены заставляют схлестнувшихся ребят разбежаться, оставив трупы, Букашка приводит горюющего Тони в чувство, тот мечется по месту схватки и покидает его последним.
Мария ждет на крыше своего дома возлюбленного. Прибежавший Чино рассказывает о трагическом исходе поединка. За спиной молящейся девушки появляется Тони и, в полном смятении, приближается к ней. Он признается в содеянном и умоляет о прощении, собираясь явиться в полицию с повинной. Мария прощает его, влюблённые решают бежать из города (Somewhere). Экшн (Тони Морденте) говорит ребятам держаться вместе (Cool). Банды выбирают себе новых вожаков: у «Акул» им становится Чино, у «Ракет» — Айс. От Букашки ребята узнают, что «Акулы» ищут Тони на улицах, а Чино, вооруженный револьвером, готов убить того на месте, и бросаются на поиски.
Тони и Мария проводят вместе ночь. Вошедшая Анита, заметившая уходящего через окно Тони, обвиняет подругу в любви к братоубийце (A Boy Like That/I Have a Love). Однако, впечатлённая рассказом подруги о искренности её чувств, признаётся о происках Чино. В квартире Марии появляется лейтенант Шрэнк и забирает девушку на допрос. Мария просит Аниту зайти к Доку, чтобы предупредить Тони о задержке. Когда ночью Анита приходит в аптеку, на неё нападают «Ракеты». От изнасилования её спасает пожилой аптекарь. В ярости Анита просит передать Тони, что Чино якобы убил Марию. Док передает послание Тони, сидящему в подвале, который в полном смятении выбегает на улицу, призывая Чино, чтобы тот убил и его. На игровой площадке рядом с аптекой Тони замечает Марию. Влюблённые бегут навстречу, но Чино, заметив Тони, стреляет в него. Юноша умирает на руках у возлюбленной. Появляются все члены банд, девушка останавливает столкновение, забирает у Чино оружие и угрожает застрелить всех, обвиняя их в гибели Тони. На место происшествия прибывают Шрэнк, Крапке и Док. Мария целует Антона, часть «Ракет» и «Акул» образуют похоронную процессию, девушка, голову которой «ракетчик» Джойбой покрыл платком, следует за ними. Остальные молча расходятся. Последними площадку покидают служители закона, арестовавшие Чино (реприза Somewhere).
Финальные титры оформлены в виде сменяющих друг друга разрисованной стены, двери в апартаменты, знаком на игровую площадку под аккомпанемент оркестра, музыка из грустной переходит в весёлую.

## В ролях
- Натали Вуд — Мария, младшая сестра Бернардо (озвучивание песен — Марни Никсон)
- Ричард Беймер — Тони (Антон), сооснователь и бывший «ракетчик» (озвучивание песен — Джимми Брайант[en])
- Расс Тэмблин — Рифф, главарь «Ракет» (озвучивание песни Jet Song — Такер Смит[англ.])
- Рита Морено — Анита, девушка Бернардо (озвучивание песни A Boy Like That — Бетти Вэнд[en])
- Джордж Чакирис — Бернардо, главарь «Акул»
- Гас Триконис — Индио, «ракетчик»
- Саймон Оуклэнд[англ.] — Шрэнк, лейтенант полиции, детектив в штатском
- Нед Гласс[англ.] — Док, пожилой аптекарь-еврей, работодатель Тони
- Уильям Брэмли[англ.] — Крапке, сержант-дуболом
- Такер Смит[англ.] — Айс, правая рука Риффа и главарь «Ракет» после его смерти
- Тони Морденте[англ.] — Экшн, вспыльчивый «ракетчик»

## Съёмки фильма
Фильм снимали в манхэттенском районе Вест-Сайд, в районе 61-й и 110-й улиц. В то время там был трущобный квартал, который был выселен и предназначен к сносу. Перед тем как снести данный квартал, там были произведены съёмки фильма. После сноса на месте квартала был построен Линкольн-центр.

## Награды и номинации

### Награды
- 1962 — 3 премии «Золотой глобус»:
- Лучший фильм (мюзикл)
- Лучшая мужская роль второго плана (Джордж Чакирис)
- Лучшая женская роль второго плана (Рита Морено)
- 1962 — 11 премий «Оскар»:
- Лучший фильм (Роберт Уайз),
- Лучший режиссёр (Роберт Уайз, Джером Роббинс)
- Лучшая мужская роль второго второго плана (Джордж Чакирис)
- Лучшая женская роль второго плана (Рита Морено)
- Лучшая музыка (саундтрек к музыкальному фильму) (Сол Чаплин, Джонни Грин, Сид Рэмин, Ирвин Костал)
- Лучший монтаж (Томас Стэнфорд)
- Лучшая операторская работа (цветной фильм) (Дэниэл Л. Фапп)
- Лучшие работа художника-постановщика (цветной фильм) (Борис Левен, Виктор Гангелин)
- Лучший дизайн костюмов (цветной фильм) (Ирен Шарафф)
- Лучший звук (Фред Хайнс, Гордон Сойер)
- Почётный «Оскар» за выдающиеся заслуги в кинематографе (Джером Роббинс — «за яркие достижения в искусстве кинохореографии»)

Впервые в истории премии «Оскар» режиссёрская статуэтка была разделена между двумя людьми. Также Джером Роббинс является единственным режиссёром, получившим награду за дебютный фильм, ставший последним.
- 1962 — премия «Грэмми» за лучший саундтрек, записанный оригинальным составом (Сол Чаплин, Джонни Грин, Сид Рэмин, Ирвин Костал)

### Номинации
- 1962 —премия «Оскар» за лучший адаптированный сценарий (Эрнест Леман)
- 1963 — премия «BAFTA» за лучший фильм
- 1962 — 2 номинации на премию «Золотой глобус»: лучший режиссёр (Роберт Уайз, Джером Роббинс) лучшая мужская роль (комедия или мюзикл) (Ричард Беймер)

## Признание
Картина включена в ряд списков по версии Американского института кино:
- 41-е (1998) и 51-е (2007) места в списке 100 фильмов
- 3-е место в 100 страстей
- 20-е («Somewhere»), 35-е («America») и 59-е («Tonight») в 100 песен
- 2-е место в 25 мюзиклов

## Саундтрек
Музыку к фильму написал композитор Леонард Бернстайн (Leonard Bernstein) в соавторстве со Стивеном Сондхеймом (Stephen Sondheim).
Саундтреки:

| I акт 1. увертюра (оркестр) — 4:39 2. пролог (оркестр) — 6:37 3. Jet Song (Смит и «ракеты») — 2:06 4. Something's Coming (Брайант[en]) — 2:32 5. Dance at the Gym (оркестр: блюз, променанд[en], мамбо, па-де-де, диалоги фильма и Jump) — 9:24 6. Maria (Брайант) — 2:34 7. America (Морено, Чакирис, «акулы» и их девушки) — 4:59 8. Tonight (Брайант, Никсон) — 5:43 9. Gee, Officer Krupke (Тэмблин, «ракеты») — 4:14 10. антракт Maria (скрипка) — 1:30 | II акт 1. I Feel Pretty (Никсон и девушки «акул»: Consuelo/Yvonne Othon, Rosalia/Suzie Kaye и Francisca/Joanne Miya) — 3:35 2. One Hand, One Heart (Брайант, Никсон) — 3:02 3. Tonight Quintet (Брайант, Никсон, Морено, «ракеты» и «акулы»; секция контрапункта голосу Морено/Аниты исполняет Никсон) — 3:22 4. The Rumble (оркестр) — 2:39 5. Somewhere (Брайант, Никсон) — 2:03 6. Cool (Такер Смит? и «ракеты») — 4:21 7. A Boy Like That/I Have a Love (Бетти Вэнд[en], Никсон) — 4:28 8. реприза Somewhere (Натали Вуд?, Ричард Беймер?) — 4:20 9. финал: список участников (оркестр) — 5:09 |